# Schnitzler (Bankiersfamilie)
Schnitzler (seit 1913/1914 in Einzelzweigen von Schnitzler) ist der Name einer Familie aus Gräfrath, heute ein Ortsteil von Solingen im Bergischen Land, die sowohl bekannte Unternehmer als auch vor allem einflussreiche Bankiers hervorbrachte, die mit anderen Bankiersfamilien besonders innerhalb des Kölner Bankwesens geschäftlich verflochten und größtenteils auch verschwägert waren. Darüber hinaus sind mehrere Familienmitglieder als bildende oder darstellende Künstler überregional bekannt oder waren durch ihre Ehen mit bedeutenden Kunstsammlern und Mäzenen mit der Kunstszene eng verbunden.
Erste öffentliche Nennungen der ursprünglich zur reformierten Kirche zählenden Familienangehörigen stammen aus dem 17. Jahrhundert. In den Jahren 1913 und 1914 erhielten die vier Brüder Richard (1855–1938), Paul (1856–1932), Arthur (1857–1917) und Julius Eduard von Schnitzler (1863–1937) eine Nobilitierung in den preußisch erblichen Adelsstand. Die Familie, die bis zur heutigen Zeit (2025) in der Gesellschaft präsent ist, blieb mehrheitlich im Rheinland ansässig, wo sie derzeit ihren Stammsitz auf Gut Giersberg in Bad Münstereifel hat. Lediglich ein Zweig der Familie hatte in der früheren DDR als Journalisten und Politiker für einen hohen Bekanntheitsgrad gesorgt.
Die Bergische Familie Schnitzler ist nicht zu verwechseln mit der Baumeisterfamilie Schnitzler aus Düsseldorf, zu denen unter anderen Anton Schnitzler, Carl Schnitzler und Antoinette Woodville-Schnitzler gehören, sowie mit der österreich-jüdischen Familie Schnitzler, mit der es mehrfach auch Namensgleichheiten gibt.

## Familienchronik (Auswahl)

### Wirken in Gräfrath
Der Großraum Solingen war seit dem 14. Jahrhundert ein Zentrum für die Herstellung von Klingen aller Art, im Besonderen für die Waffenherstellung. In diesem Sektor betätigten sich die ersten namentlich bekannten Mitglieder der Familie Schnitzler etwa ab dem 17. Jahrhundert vor allem als freie Kaufleute für geschmiedete Solinger Waren, sie durften jedoch als Nicht-Zunftangehörige zunächst keinen Handel mit Schwertern und waffentauglichen Klingen betreiben. Erst nach der Auflösung der Zünfte durch Napoléon konnte Philipp Jakob Wilhelm Schnitzler (1759–1811) mit seinem angeheirateten Verwandten und vormaligem Zunftmitglied Wilhelm Bernhard Samuel Kirschbaum (1736–1803) im Jahr 1797 die Handelsgesellschaft „Schnitzler & Kirschbaum“ gründen und fortan auch dieses Marktsegment bedienen. Das neue Unternehmen für Solinger und bergisch-märkische Industriewaren stieg in den nächsten Jahrzehnten zu einer weltweit agierenden Vertriebsgesellschaft auf und war vor allem auf dem amerikanischen Markt sehr erfolgreich. Nach dem Tod des Vaters wurde die Unternehmensleitung zunächst von seinem ältesten Sohn Karl Eduard Schnitzler (1792–1864) bis zu dessen Ausscheiden und beruflich bedingten Umzug nach Köln wahrgenommen, wo die genealogische Hauptlinie der Familie maßgeblich fortgeführt wurde. Ihm folgten in der Geschäftsführung von Schnitzler & Kischbaum seine jüngeren Brüder Carl August (1794–1861) und Carl Albert (1798–1852) sowie später Albert Schnitzler (1838–1906), einem Sohn von Carl August. Darüber hinaus leiteten Vater und Sohn Carl August und Albert Schnitzler mehrere Jahre als Präsidenten die Industrie- und Handelskammer Solingen.
Zwischen den Jahren 1700 und 1805 betätigten sich mehrere Familienangehörige zudem in der lokalen Politik, saßen im Stadtrat von Gräfrath oder wurden mehrfach zum Bürgermeister des Ortes gewählt wie beispielsweise Wilhelm Schnitzler (1652–1723), Peter Schnitzler (1669–1735), Johann Peter Schnitzler (1707–1775), Johann Caspar Schnitzler (1698–1789), Johann Adolf Schnitzler (1719–1764) und Philipp Jakob Schnitzler (1759–1811). An sie erinnert eine Straßenbenennung im Solinger Stadtteil Gräfrath.

### Wirken in Köln
Karl Eduard Schnitzler, oben aufgeführter ältester Sohn von Philipp Jakob Schnitzler, trat nach seiner Heirat mit Wilhelmine Stein (1800–1865), einer Tochter von Johann Heinrich Stein, dem Gründer des Bankhauses J. H. Stein mit Sitz in Köln, am 1. Oktober 1822 als Teilhaber in das Unternehmen des Schwiegervaters ein, leitete es zwischen 1825 und 1864 als Seniorchef und wandelte es zu einem der führenden Bankhäuser in Köln um. Am 14. November 1850 wurde Schnitzlers Sohn Eduard (1823–1900) in das Bankhaus aufgenommen, erhielt am 1. Januar 1851 eine Prokura und fungierte seit Januar 1854 als Teilhaber. Nach seinem Rückzug aus dem aktiven Geschäft folgte Richard von Schnitzler (1855–1938), ältester Sohn und einer der vier geadelten Brüder, am 1. Januar 1881 als persönlich haftender Gesellschafter des Bankhauses. Edith von Schnitzler (1892–1951), das einzige Kind Richards, heiratete den Bankier Kurt Freiherr von Schröder (1889–1966), woraufhin dieser auf Wunsch ihres Vaters als Teilhaber im Bankhaus Stein übernommen wurde.
Ein weiterer Sohn von Karl Eduard, Robert Schnitzler (1825–1897), entschied sich für eine juristische Beamtenlaufbahn und wurde Regierungsrat und Oberrechnungsrat bei der Bezirksregierung Köln. Die juristische Prägung setzte sich in diesem Familienzweig fort, wobei Roberts gleichnamiger ältester Sohn (1852–1919) zum Landgerichtsrat und dessen Bruder Viktor Schnitzler (1862–1934) sich als Rechtsanwalt niederließ und später in das Preußische Abgeordnetenhaus gewählt wurde. Später wurde sowohl in Köln-Lindenthal als auch in Bonn eine Straße nach ihm benannt. Sowohl über Robert juniors Enkelin Inez (1908–1991) durch ihre Ehe mit dem Bankier Hermann Josef Abs als auch über Viktors Tochter Clara (1893–1981) durch deren Hochzeit mit Johann David Herstatt, dessen Vater die familieneigene erste Herstatt-Bank 1888 an das Bankhaus J. H. Stein verkaufen musste, entstanden erneut familiäre Beziehungen innerhalb der Vorstände des Kölner Bankwesens.

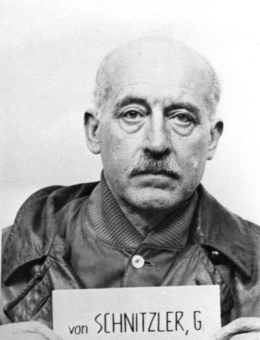
Georg von Schnitzler beim I.G.-Farben-Prozess

Paul von Schnitzler (1856–1932), zweiter der vier geadelten Brüder, durchlief eine juristische Laufbahn zum Landgerichtsrat und erwarb das Gut Giersberg bei Bad Münstereifel als neuen Familiensitz. Darüber hinaus saß er später im Aufsichtsrat der I.G. Farben, in der sein Sohn Georg von Schnitzler (1884–1962)  ab 1926 in den Vorstand gewählt wurde. Dieser trat in der Zeit des Nationalsozialismus mehreren nationalsozialistischen Organisationen und Verbänden bei und wurde zum Wehrwirtschaftsführer ernannt, weswegen er nach dem Zweiten Weltkrieg im I.G.-Farben-Prozess von 1948 zu fünf Jahren Gefängnishaft verurteilt, aber bereits ein Jahr später entlassen wurde.
Im Gegensatz dazu orientierte sich die Familie von Georgs Schwester Ada von Schnitzler (1886–1975), die den Privatbankier Carl Theodor Deichmann (1866–1933), Enkel von Wilhelm Ludwig Deichmann, dem Gründer der Privatbank Deichmann & Co in Köln, geheiratet hatte, eher im Widerstand gegen den Nationalsozialismus. So verzichtete beispielsweise ihr Sohn Hans Deichmann (1907–2004) auf ein Stellenangebot als Richter, um nicht Teil der NS-Justiz zu werden und stand in Verbindung zum Kreisauer Kreis, bei dem unter anderem der Ehemann seiner Schwester Freya (1911–2010), Helmuth James Graf von Moltke eine führende Rolle spielte.
Ein weiterer Bruder von Georg und Ada von Schnitzler, Werner Arthur von Schnitzler (1888–1964), ebenfalls Bankier, war verheiratet mit Eleonore von Görschen (1901–1983), deren Bruder Hans Wolf von Görschen (1894–1945) ebenfalls für den Kreisauer Kreis aktiv war, aber im Dezember 1944 verhaftet und im April 1945 hingerichtet wurde. Werner Arthur von Schnitzler erbte das väterliche Gut Giersberg, das nach ihm auf seinen Sohn, den Bankier Paul Wolfang von Schnitzler (1928–2003) überging. Dieser war mit der Pianistin Vera Ebel, Professorin an der Hochschule für Musik und Tanz Köln, verheiratet, deren gemeinsamer Sohn der mehrfach ausgezeichnete Violinist Werner von Schnitzler (* 1978) ist. Dabei stellt das heute denkmalgeschützte Gut Giersberg oftmals die Kulisse für anspruchsvolle Hausmusik mit internationalen Gästen. Darüber hinaus war das herrschaftliche Gut in früheren Jahren des Öfteren privater Tagungsort wichtiger Bonner Politiker wie beispielsweise 1969, als der designierte Bundeskanzler Willy Brandt sich unter anderen mit Herbert Wehner, Egon Bahr und Conrad Ahlers zwecks Absprache zur Regierungserklärung dort traf.
Aus diesem Zweig der Familie ist noch Christa von Schnitzler (1922–2003), Schwester von Paul Wolfgang von Schnitzler, erwähnenswert, die ihrer künstlerischen Leidenschaft nachging und zu einer bekannten Bildhauerin wurde.

### Wirken in Mecklenburg-Vorpommern

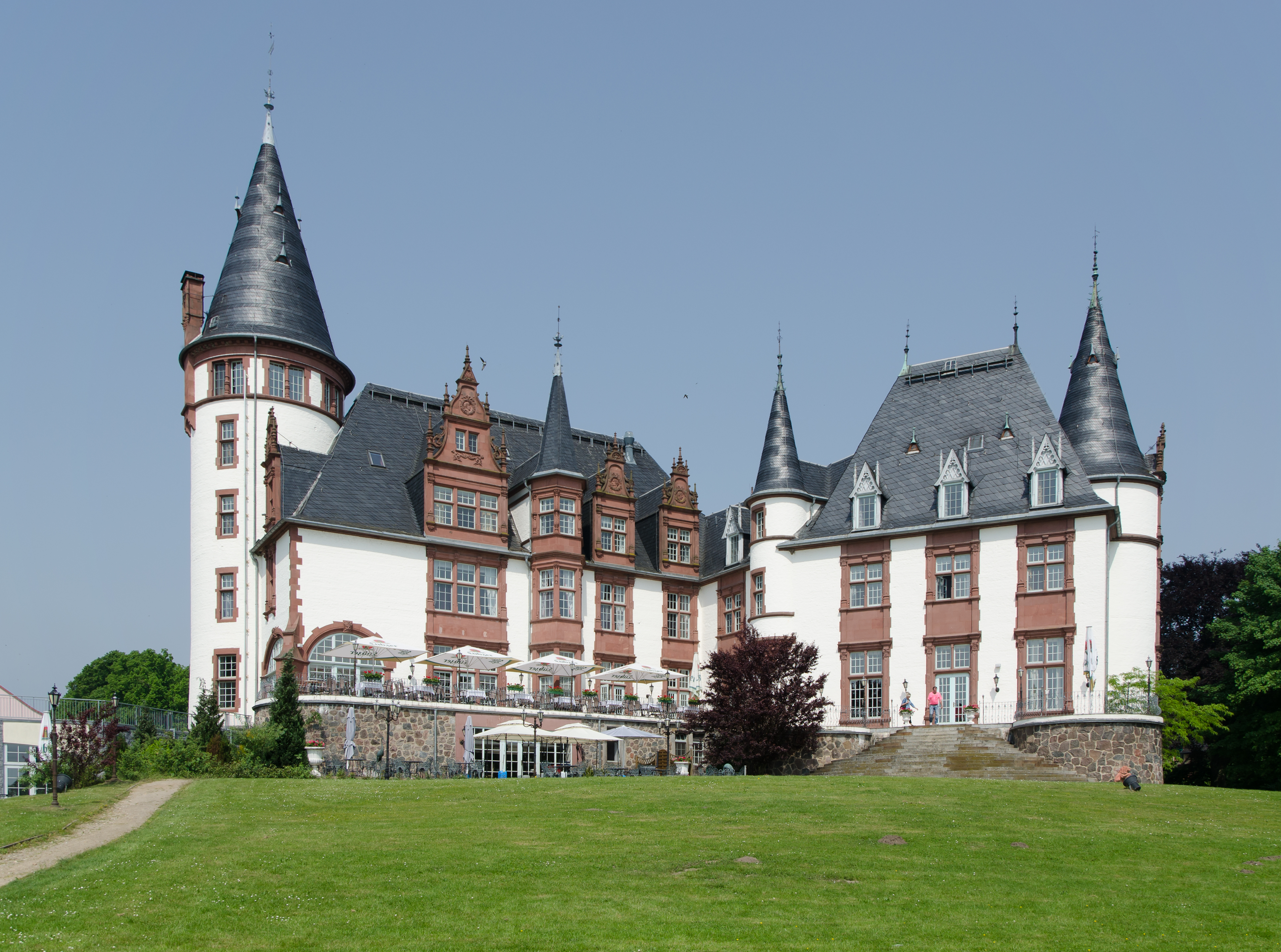
Schloss Klink

Eine völlig andere Laufbahn schlug dagegen Arthur von Schnitzer (1857–1917), der dritte der vier Brüder, ein. Er heiratete 1892 die vermögende Hedwig Borsig (1871–1945), eine Tochter von Albert Borsig, dem Gründer der Borsigwerke. Von Schnitzler erwarb 1897 das Rittergut Klink in der Gemeinde Klink im Landkreis Mecklenburgische Seenplatte in Mecklenburg-Vorpommern und wurde als Herr auf Klink, Grabenitz, Eldenburg und Behrenwerder bezeichnet. Von Schnitzler ließ das alte Gut abreißen und ein neues schlossartiges Herrenhaus im Stil der französischen Frührenaissance mit ansehnlichem Schlosspark erbauen. Mit der Anbringung des heute noch erhaltenen Wappens des Bankhauses Stein über dem Eingangsportal des Schlosses brachte von Schnitzler seine Verbindung zu den Aktivitäten der Familie zum Ausdruck. Zur Innenausstattung wurde dort eigens von Max Liebermann ein Zyklus von Wandbildern angefertigt.
Darüber hinaus ließ von Schnitzler im Jahr 1908 durch den Bildhauer Adolf von Hildebrand ein stattliches Mausoleum auf dem Areal errichten, in dem neben dem Ehepaar der einzige Sohn und eine von vier Töchtern ihre letzte Ruhestätte fanden, womit dieser Zweig der Familie im Mannesstamm genealogisch als ausgestorben gilt.
Während das Schloss Klink nach mehrfachen Besitzerwechseln und mehrmaligen Umbauten heutzutage unter Denkmalschutz steht, wurde das Mausoleum bereits 1976 gesprengt.

### Wirken in der DDR

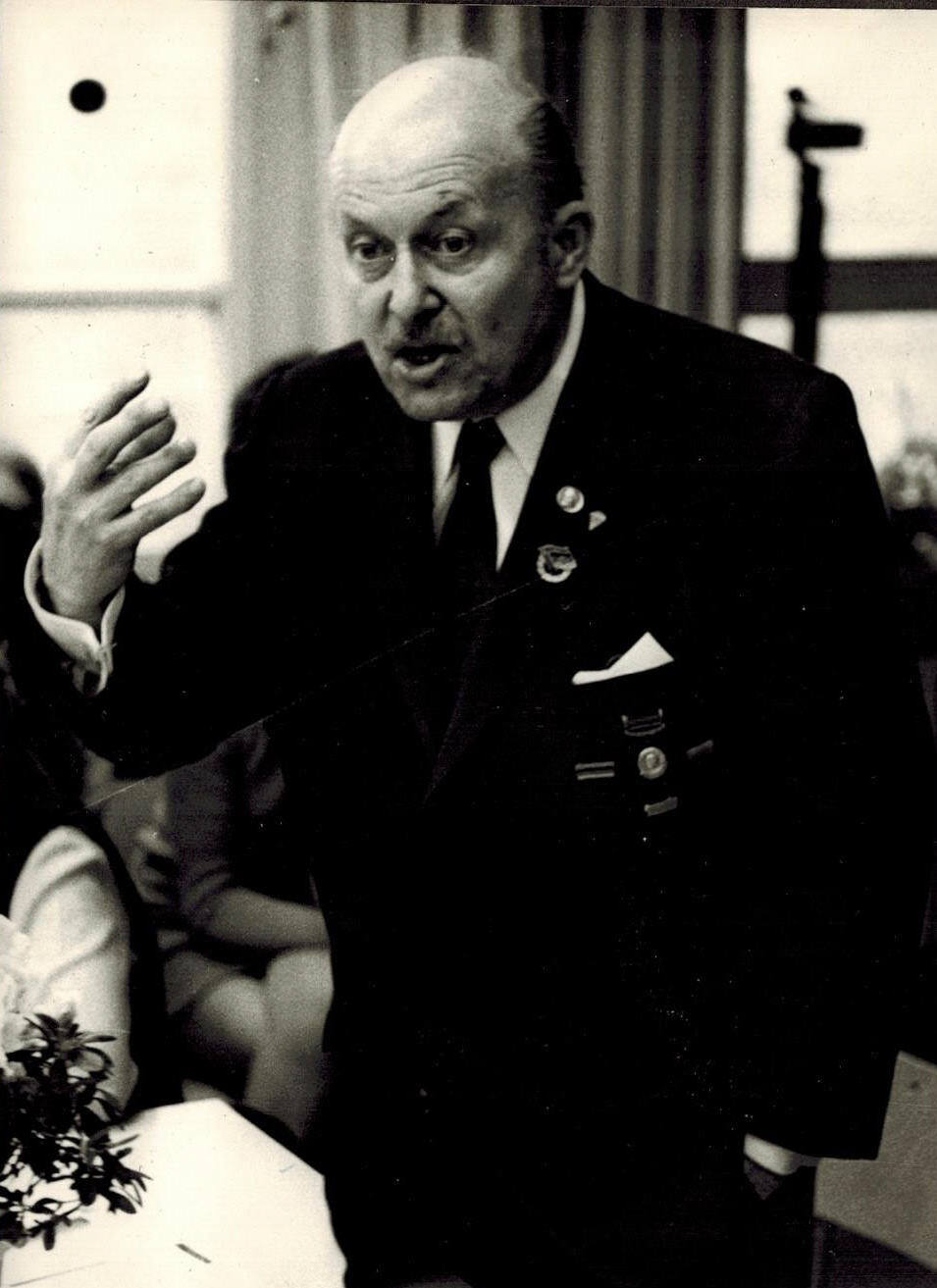
Hans (von) Schnitzler
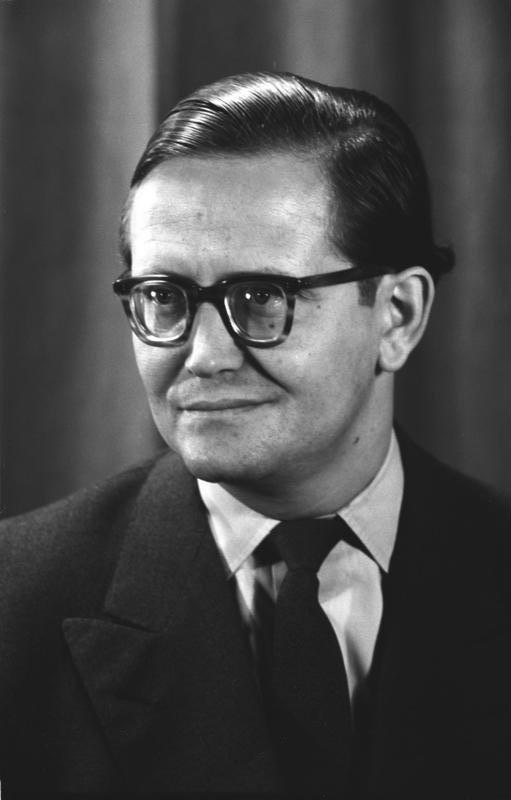
Karl-Eduard von Schnitzler

Der jüngste der vier geadelten Brüder, Julius Eduard von Schnitzler (1863–1934), durchlief eine Diplomatenlaufbahn bis zum Legationsrat und war seit 1898 als Vizekonsul in Schanghai, später als Konsul in Rom und Antwerpen tätig. Während sich von Schnitzler im Alter wieder ins Rheinland zurückgezogen hatte und in Köln gestorben war zog es seinen ältesten Sohn Hans von Schnitzler (1908–1985), der sich in jungen Jahren der Kommunistischen Partei Deutschlands angeschlossen hatte und später im Widerstand gegen den Nationalsozialismus aktiv gewesen sowie während des Krieges in sowjetische Gefangenschaft geraten war, ab 1949 in die neu gegründete DDR. Dort betätigte er sich politisch, saß unter anderem in der Volkskammer und war in mehreren politischen Gremien und Organisationen tätig, darunter im Komitee der Antifaschistischen Widerstandskämpfer. Seit 1950 ließ er das Adelsprädikat „von“ aus seinem Namen streichen. Hans Schnitzler war verheiratet und hatte drei Kinder, von denen sein Sohn Karl 1986 mit einem Kinderschlauchboot von Boltenhagen aus über die Ostsee in die BRD geflüchtet war.
Zu größerem Bekanntheitsgrad gelangte sein jüngerer Bruder Karl-Eduard von Schnitzler (1918–2001), der während der Nazizeit ebenfalls im Widerstand aktiv gewesen war und 1947 nach Ostberlin zog. Dort arbeitete er als Journalist und wurde als Chefkommentator des DDR-Fernsehens sowie Autor und Moderator der politisch-agitatorischen Fernsehsendung Der schwarze Kanal zu einem der umstrittensten Journalisten des Landes und erhielt daraufhin den Spitznamen „Sudel-Ede“.
Karl Eduard von Schnitzler war viermal verheiratet, zunächst mit Marlies Hoeres aus Eschweiler, mit der er 1940 den Sohn Stephan von Schnitzler bekam. Dieser war als Rechtsmediziner und an der Medizinischen Fakultät der Humboldt-Universität zu Berlin tätig und beendete sein Leben zu Heiligabend 1982 durch Suizid. Die weiteren drei Ehefrauen Inge Keller (1923–2017), Christine Laszar (1931–2021) und Márta Rafael (1926–2017) kamen alle aus dem Schauspielgewerbe, dem auch die Tochter Barbara (von) Schnitzler (* 1953) aus der zweiten Ehe ebenso nachging wie deren Ehemänner Dieter Mann (1941–2022) und Michael Knof (* 1949) und ihre beiden Töchter Pauline (* 1980) und Louise Knof (* 1988).

## Auswahl bekannter Familienmitglieder (genealogisch aufgelistet)
1. Philipp Jakob Wilhelm (1759–1811), Unternehmer (Schnitzler & Kirschbaum) ⚭ Wilhelmine Eickhorn (1763–1843)
  1. Karl Eduard Schnitzler (1792–1864), Unternehmer (Schnitzler & Kirschbaum) sowie Bankier (Bankhaus J. H. Stein) ⚭ Wilhelmine Stein (1800–1869), Tochter des Bankiers Johann Heinrich Stein (1773–1820)
    1. Emilie (1822–1877) ⚭ Wolfgang Müller von Königswinter (1806–1873), Arzt und Politiker sowie patriotischer Lyriker
    2. Eduard Schnitzler (1823–1900), Bankier (Bankhaus J. H. Stein) ⚭ Maria vom Rath (1831–1891)
      1. Richard von Schnitzler (1855–1938), 1913 Adelserhebung, Bankier (Bankhaus J. H. Stein) ⚭ 1.) Melanie Stein (1858–1884); 2.) Henriette Josefine Ottilie Mumm von Schwarzenstein (1867–1939)
        1. Edith von Schnitzler (1892–1951)  Kurt Freiherr von Schröder (1889–1966), Bankier (Bankhaus J. H. Stein) und Gauwirtschaftsberater

      2. Paul von Schnitzler (1856–1932), 1913 Adelserhebung, Landgerichtsrat, Herr auf Gut Giersberg ⚭ Fanny Joest (1861–1948), Schwester des Unternehmers Carl Joest (1858–1942)
        1. Georg von Schnitzler (1884–1962), Jurist, Vorstand Hoechst AG ⚭ Lilly von Mallinckrodt (1889–1981), Kunstsammlerin und -mäzenin
        2. Ada (1886–1975) ⚭ Carl Theodor Deichmann (1866–1931), Bankier
          1. Hans Deichmann (1907–2004), Unternehmer und Widerstandskämpfer
          2. Freya Deichmann (1911–2010), Juristin und Widerstandskämpferin ⚭ Helmuth James Graf von Moltke (1907–1945), Jurist und Widerstandskämpfer

        3. Werner Arthur von Schnitzler (1888–1964), Bankier, Herr auf Gut Giersberg ⚭ Eleonore von Görschen (1901–1983), Tochter von Robert von Görschen (1864–1936), Verwaltungsjurist, und Schwester von des Hans Wolf von Görschen (1894–1945), Bankier und Widerstandskämpfer
          1. Paul Wolfgang von Schnitzler (1928–2003), Bankier, Herr auf Gut Giersberg ⚭ Vera Ebel (* 20. Jh.) Pianistin, emeritierte Professorin an der Musikhochschule Köln
            1. Werner von Schnitzler (* 1978), Bratschist, Herr auf Gut Giersberg ⚭ Aiki Mori (* 1988), Cellistin

          2. Christa von Schnitzler (1922–2003), Bildhauerin

      3. Arthur von Schnitzler (1857–1917), 1914 Adelserhebung, Herr auf Schloss Klink, Grabenitz, Eldenburg und Behrenwerder ⚭ Hedwig Borsig (1871–1945), Tochter von Albert Borsig (1829–1878), Unternehmer
        1. Gerhard von Schnitzler (1893–1915), gefallen als Leutnant d. R. d. 2. Großherzoglich Mecklenburgisches Dragoner-Regiment Nr. 18[9]
        2. Ilse von Schnitzler (1894), ⚭ Walter von Hecker, Scheidung 1921, führte wieder den Geburtsnamen
        3. Hildegard von Schnitzler (1896–1959) ⚭ Hanscarl von Bose-Kümmernitz (1885–1965), Gutsbesitzer, Oberst a. D., Ehrenkommendator d. Johanniterordens
        4. Cornelia von Schnitzler (1905–1977) ⚭ 1.) Otto von Kries (1898–1941). Generalmajor;[10] ⚭ 2.) Hans-Jürgen Graf von Blumenthal (1907–1944), Offizier und Widerstandskämpfer des Attentats vom 20. Juli 1944.

      4. Ella Schnitzler (1860–1916) ⚭ Willibald von Dirksen (1852–1928), Politiker und Kunstsammler
      5. Julius Eduard von Schnitzler (1863–1937), 1913 Adelserhebung, Legationsrat ⚭ Margarethe Gillet (1880–1959)
        1. Hans Schnitzler (1908–1985), Politiker DDR
          1. Karl Schnitzler (* 20. Jh.), Surflehrer und DDR-Flüchtling

        2. Karl-Eduard von Schnitzler (1918–2001), Chefkommentator DDR, Moderator von Der Schwarze Kanal, Spitzname „Sudel-Ede“ ⚭ 1.) Marlies Hoeres (* 1918); 2.) Inge Keller (1923–2017), Schauspielerin; 3.) Christine Laszar (1931–2021), Schauspielerin; 4.) Márta Rafael (1926–2017), Schauspielerin
          1.             1. Stephan von Schnitzler (1940–1982), Rechtsmediziner
            2. Barbara (von) Schnitzler (* 1953) (aus 2. Ehe), Schauspielerin ⚭ 1.) Dieter Mann (1941–2022), Schauspieler; 2.) Michael Knof (* 1949), Regisseur
              1. Pauline Knof (* 1980) (aus 1. Ehe), Schauspielerin
              2. Louise Knof (* 1988) (aus 2. Ehe), Schauspielerin

      6. Helene Schnitzler (1864–1944) ⚭ Fritz von Harck (1855–1917), Kunsthistoriker und Kunstmäzen

    3. Robert Schnitzler (1825–1897), Geheimer Regierungsrat ⚭ Klara Schmidt (1830–1907)
      1. Robert Schnitzler (1852–1919), Landgerichtsrat ⚭ Juliana Deichmann (1861–1926)
        1. Adolf Otto Schnitzler (1882–1963)
          1. Inez Schnitzler (1908–1991) ⚭ Hermann Josef Abs (1901–1994), Manager und Bankier

      2. Viktor Schnitzler (1862–1934), Justizrat und Politiker ⚭ Ludowika von Borell du Vernay (1865–1955), Stieftochter von Otto Andreae (1833–1910), Unternehmer und Kunstmäzen
        1. Antonie (Tony) Schnitzler (1889–1968) ⚭ Otto H. Förster (1894–1975), Kunsthistoriker und Museumsleiter
        2. Clara Schnitzler (1893–1981) ⚭ Johann David Herstatt (1887–1955), Versicherungskaufmann
          1. Iwan David Herstatt (1913–1995), Bankier und Neugründer Herstatt-Bank

  2. Carl August Schnitzler (1794–1861), Unternehmer (Schnitzler & Kirschbaum), Handelskammerpräsident
    1. Albert Schnitzler (1838–1906), Unternehmer (Schnitzler & Kirschbaum), Handelskammerpräsident

  3. Carl Albert Schnitzler (1798–1852), Unternehmer (Schnitzler & Kirschbaum) ⚭ Amalia Paulina Kirschbaum (1811–1857)

## Grabstätten (Auswahl)

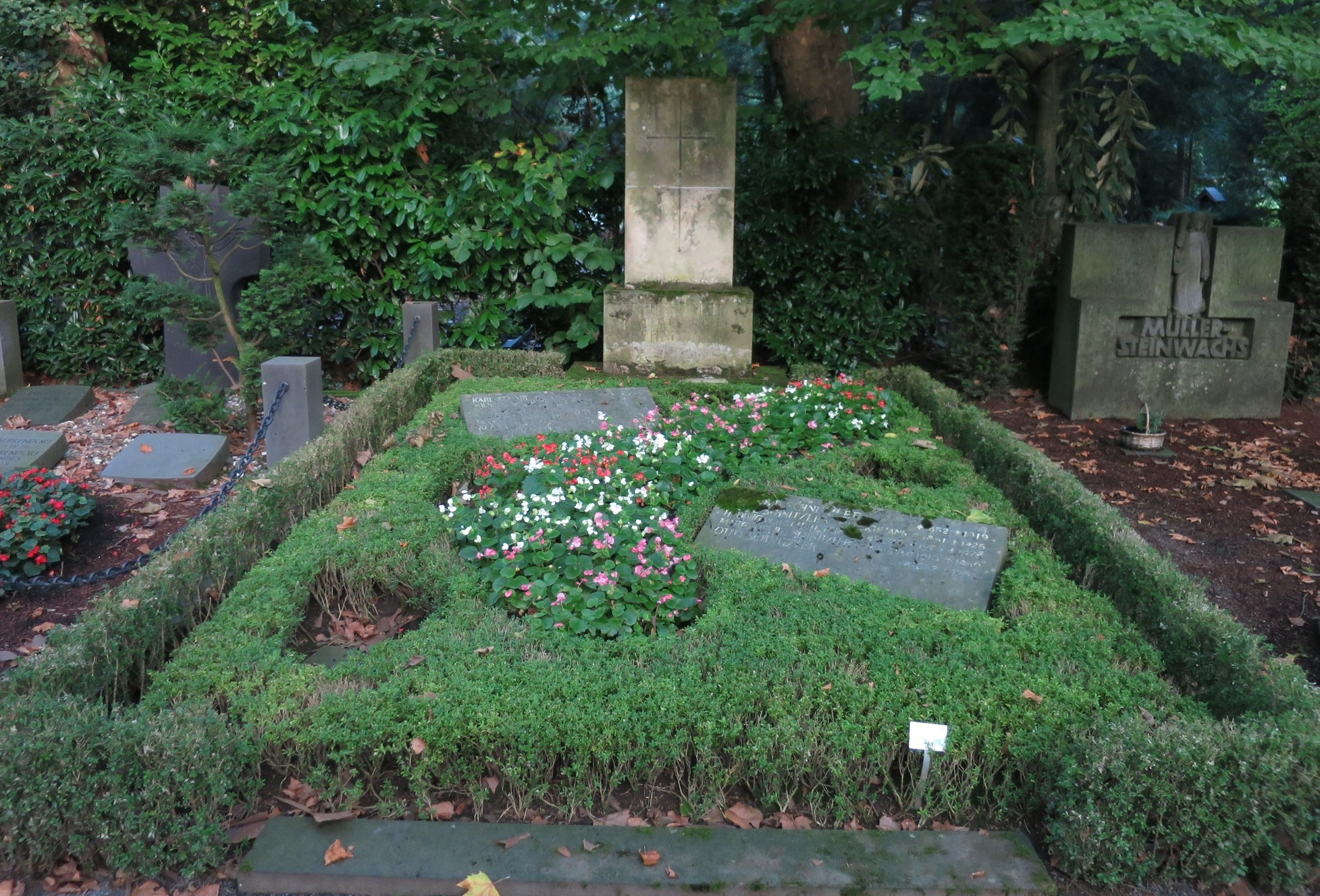
Schnitzler/Müller – Melaten-Friedhof, Köln
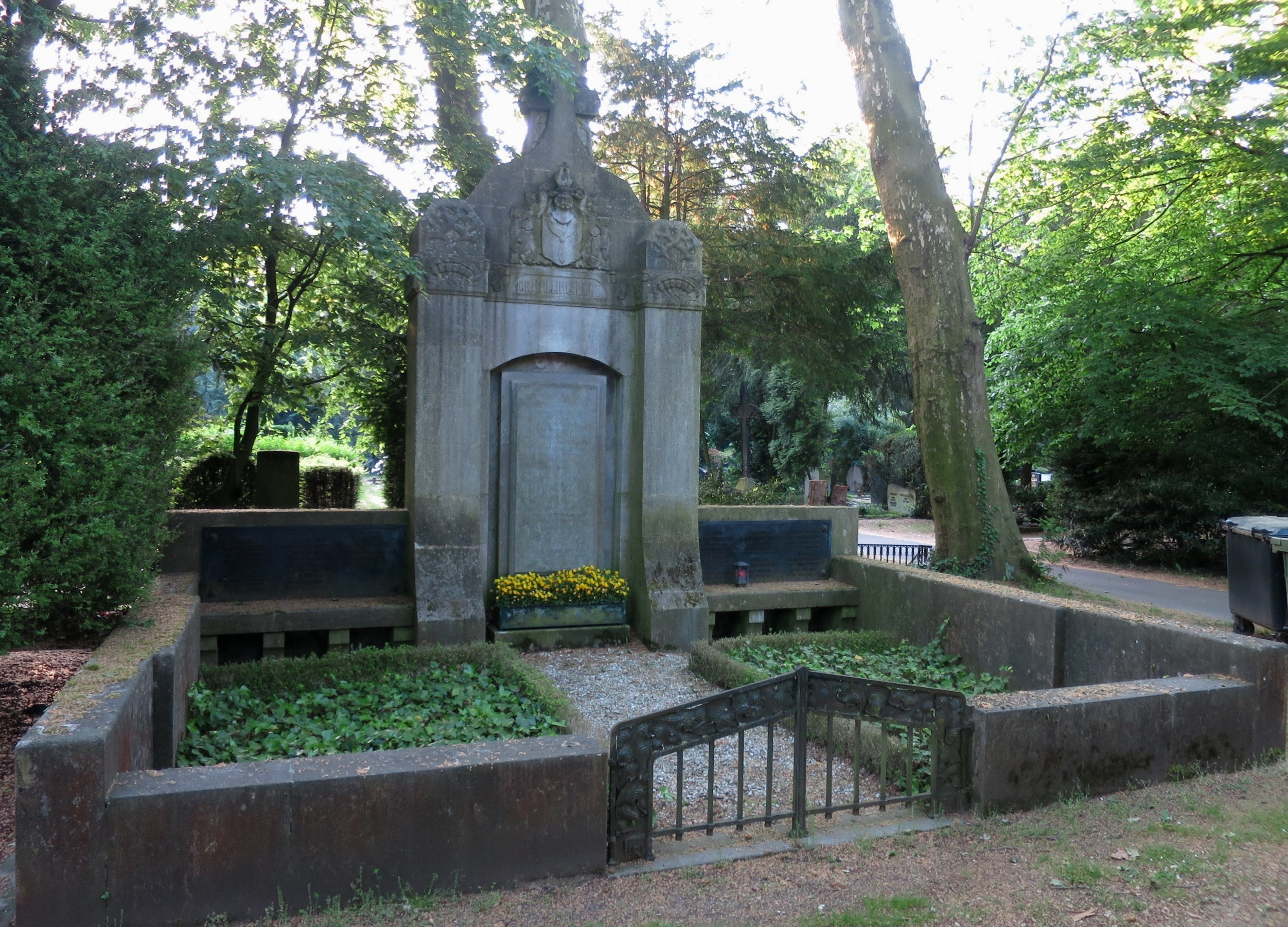
Schnitzler/Mallinckrodt – Melaten-Friedhof, Köln
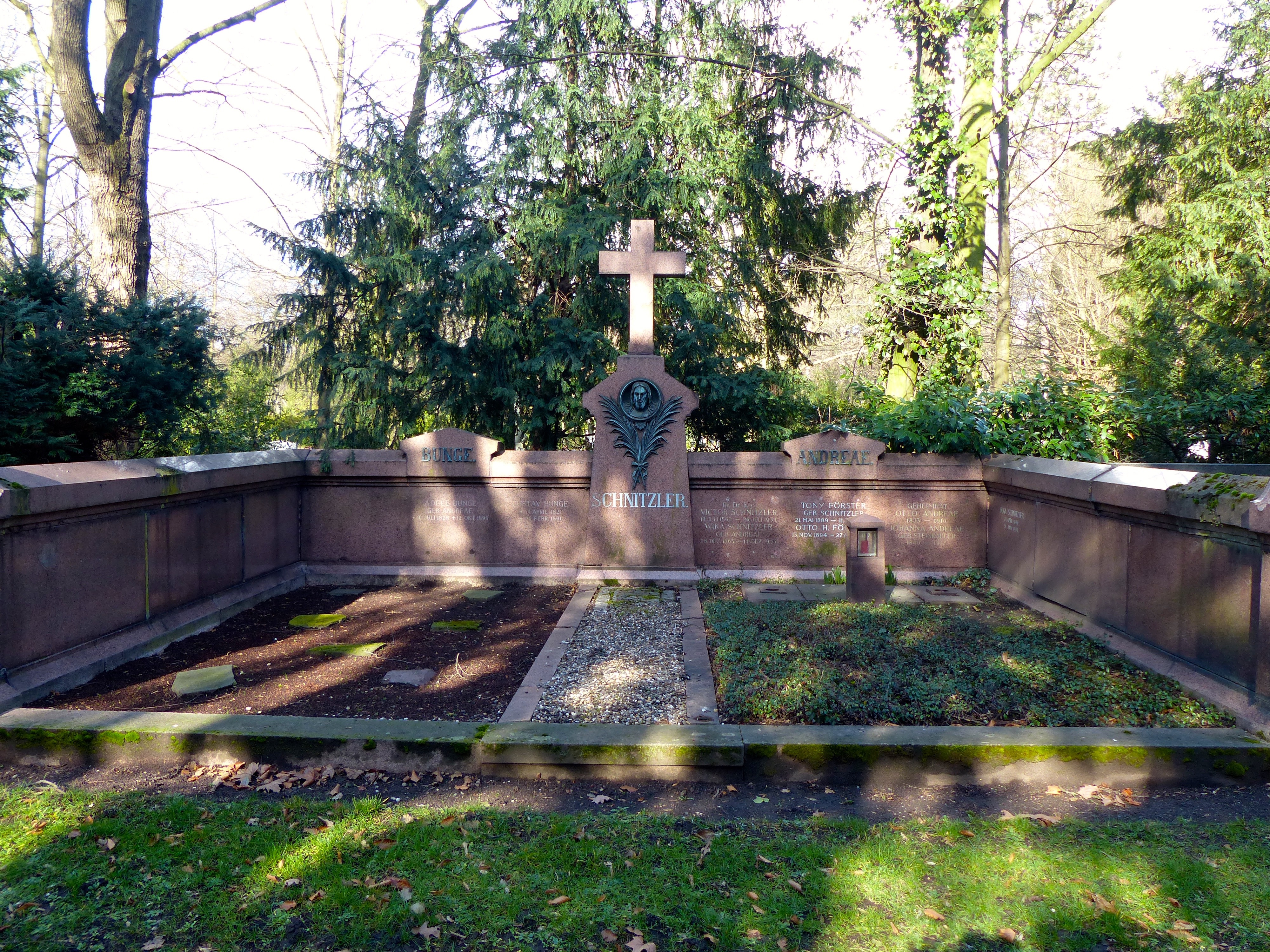
Schnitzler/Andreae – Melaten-Friedhof, Köln